# Paprikás-patak
 (signalé en juin 2025).
Si vous disposez d'ouvrages ou d'articles de référence ou si vous connaissez des sites web de qualité traitant du thème abordé ici, merci de compléter l'article en donnant les références utiles à sa vérifiabilité et en les liant à la section « Notes et références ».
- Archive Wikiwix
- Bing
- Cairn
- DuckDuckGo
- E. Universalis
- Gallica
- Google
- G. Books
- G. News
- G. Scholar
- Persée
- Qwant
- (zh) Baidu
- (ru) Yandex
- (wd) trouver des œuvres sur Wikidata

Le Paprikás-patak est un ruisseau de Hongrie, affluent de l'Aranyhegyi-patak. Il prend sa source dans les collines de Buda sur les pentes du Hármashatár-hegy et est alimenté par plusieurs autres ruisseaux dans le Jegenye-völgy à hauteur de Solymár. 